# Pedro Mas
Pedro Mas fue un militar peruano. 
En 1882, tras el ingreso del Andrés Avelino Cáceres a la ciudad de Huamanga hasta entonces ocupada por Nicolás de Piérola, se dispuso el juzgamiento de Pedro Mas, quien había ejercido el cargo de Prefecto de Ica y había cometido abusos en las poblaciones de Nazca y Palpa. 
Tras el ascenso al poder de Miguel Iglesias, Pedro Mas fue nombrado Prefecto de Ayacucho en 1883y durante su gestión dispuso la segunda clausura de la Universidad Nacional San Cristóbal de Huamanga el 31 de enero de 1885. Mediante Ley del 21 de abril de 1885, el Congreso del Perú ascendió a Pedro Mas a General de Brigada. Durante la guerra civil de 1884 y 1885, Más que ocupaba el cargo de prefecto de Junín formó parte del bando Iglesista tras el fin de la Guerra del Pacífico. Luego de la primera derrota cacerista en Lima, Pedro Mas lideró una división del ejército iglesista, conocida como "Pacificadora del Centro" con la finalidad de poner a los pueblos de los departamentos de Junín y Huancavelica bajo el control iglesista. Entre noviembre de 1884 y febrero de 1885, la "Pacificadora del Centro" encontró efectiva resistencia en las guerrillas campesinas indígenas desde Huancayo a Huancavelica y Huanta, desde Ayacucho a Acobamba hasta Chongos Alto. 
En 1894 fue nombrado por el presidente Andrés A. Cáceres como prefecto del Cusco y comandante del Ejército del Sur, el ejército de cerca de 2000 hombres que defendería al régimen cacerista en los departamentos de Puno y Cusco durante la Guerra Civil de 1894 y 1895. Durante su gestión como Prefecto del Cusco estableció un gobierno castrense tiránico que desterraba a los civiles desafectos al gobierno de Cáceres a la isla de Taquile, en el Lago Titicaca, sino que imponía cupos y cometía latrocinios dirigidos por él y ejecutador por el subprefecto Antonio Marzo y el jefe de los gendarmes Felipe Santiago Masías, un chalaco de 1.80 metros de estatura, que imponía el terror a los cusqueños.
El régimen de Mas generó la organización de montoneras pierolistas dirigidas por diversos cusqueños como David Samanez Ocampo, y José Lucas Chaparro quienes, partiendo desde la provincia de Urubamba, tomaron la ciudad del Cusco el 3 de abril de 1895. Pedro Mas, conocedor de la caída del régimen cacerista el 17 de marzo de 1895 en Lima, fugó del Cusco rumbo a La Paz, Bolivia llevándose con él el dinero de la Caja Fiscal. Fue formalmente destituido de su cargo el día 4 de abril.

#### Libros y publicaciones
- Mallón, Florencia E. (1994). «De ciudadano a "otro" Resistencia nacional, formación del Estado y visiones campesinas sobre la nación en Junín*». Revista Andina (1). Archivado desde el original el 30 de marzo de 2020. Consultado el 29 de marzo de 2020.
- Marquina Vásquez, Liliana (2019). Las motivaciones de la resistencia a la implantación de un supermercado “Plaza Vea” en la ciudad de Ayacucho, Perú. 2008 – 2018. (Maestría). Faculté des sciences économiques, sociales, politiques et de communication, Université catholique de Louvain. Consultado el 30 de marzo de 2020.
- Pereyra Plasencia, Hugo (2017). De guerrero a mandatario: la gÃ©nesis de AndrÃ©s A.  CÃ¡ceres como personaje polÃtico peruano entre 1881 y  1886 (Doctorado en Historia
- Tamayo Herrera, José (1998). Liberarismo, indigenismo y violencia en los países andinos (1850-1995). Lima: Universidad de Lima.
- Valcárcel, Luis E. (1981). memorias. Lima: IEP.). Universidad Nacional Mayor de San Marcos. Archivado desde el original el 30 de marzo de 2020. Consultado el 30 de marzo de 2020.

- Datos: Q96625116